# Pierre Lachambeaudie
Pierre Lachambeaudie (Montignac (Dordonha), 16 de dezembro de 1807 - Brunoy, 7 de julho de 1872) foi um escritor de fábulas francês.